# Das edle Herz (Bruckner, 1851)
Das edle Herz,  WAB 65, ist ein weltliches Chorwerk, das Anton Bruckner um 1851 während seines Aufenthalts im Stift St. Florian komponierte.

## Geschichte
Bruckner komponierte dieses Werk nach einem Text von Ernst Marinelli um 1851 während seines Aufenthalts im Stift St. Florian. Er komponierte es für den Namenstag von Johann Nepomuk Paulitsch, einem Mitglied des St. Florianer Chores. Ob das Werk zu Lebzeiten Bruckners aufgeführt wurde, ist nicht bekannt.
Das zwischenzeitlich verschollene Originalmanuskript wurde im Nachlass von Bruckners Freund Rudolf Weinwurm gefunden. Eine Skizze davon befindet sich im Stift St. Florian. Es wurde 1988 vom Männerchor der Wagner-Gesellschaft der Keio-Universität Tokio aufgeführt und  danach, 1994 im Connecticut College.
Das Werk, das erstmals in Band II/2, S. 111–113, der Göllerich/Auer-Biografie erschienen ist, erscheint in Band XXIII/2, Nr. 7 der Gesamtausgabe.
Bruckner komponierte 1857 eine zweite Vertonung (WAB 66) nach demselben Text für gemischten Chor.

## Text
Das edle Herz basiert auf einem Text von Ernst Marinelli.
Wer im Busen nicht die Flamme

Nur des eigenen Altars nährt,

Wer den Blick der edlen Liebe

Freudig zu dem Bruder kehrt,

Wer sich nicht sich selbst geboren,

Sondern seinem Schöpfer glaubt,

Diesen Glauben nie verloren,

Andern selben nie geraubt,

Wer den Wert der eignen Habe

Gern in dürft’ge Hände legt,

Seines Wissens hehre Gabe

Auch in fremde Herzen trägt,

Wer im Segnen und Beglücken

Seines Lebens Freude weiß,

Dem erschallet mit Entzücken

Dankerfüllter Seelenpreis.

## Musik
Das 46-Takte lange Werk in 9/8 ist in A-Dur für Männerchor besetzt. Ab Takt 34 geht die Partitur in 4/4 in Choralform auf „dankerfüllter Seelenpreis“ bis zum Ende des Stücks über.

## Diskografie
Von dieser ersten Vertonung von Das edle Herz gibt es noch keine kommerzielle Aufnahme.